# Baruch Kimmerling
Baruch Kimmerling (n.16 octombrie 1939, Turda - 21 mai 2007, Ierusalim, Israel) a fost un sociolog și publicist israelian, evreu originar din România,
reprezentant al așa numitului curent al „gândirii critice”, s-a ocupat mai ales de sociologia societății israeliene, a celei palestiniene și a conflictului arabo-israelian. A fost profesor la Universitatea Ebraică din Ierusalim.  

## Biografie
Baruch Kimmerling s-a născut în 1939 la Turda în Ardeal într-o familie de evrei. Tatăl său era vorbitor de română, comis voiajor de aparate de radio, iar mama sa, absolventă a unui liceu umanist maghiar, era o femeie cultivată, cu dragoste de carte. În timpul Holocaustului evreilor din Transilvania familia sa a reușit să supraviețuiască  deoarece în urma Dictatului de la Viena, în anii 1940-1944, orașul a rămas sub suveranitate română, spre deosebire de nordul Transilvaniei, unde în 1944 autoritățile maghiare au colaborat cu Germania nazistă în deportarea  evreilor la Auschwitz. După cotitura de la 23 august 1944 zona a fost arena unor grele lupte între armata română, trecută de partea aliaților și devenită aliată a armatei sovetice, și trupele germane și maghiare, devenite dușmane. Kimmerling, părinții și unchiul sau au părăsit Turda și s-au adăpostit într-o caravană de rromi, în condițiile unor bombardamente aeriene germane. Copil fiind, Kimmerling a fost cutremurat de moartea sub ochii săi a unui soldat român ucis de un obuz. Întorși la casa din Turda, familia nu și-a mai regăsit averea. Kimmerling a învățat cu un învățător particular la Turda, apoi. în 1952 a plecat cu familia în Israel. După o ședere temporară în taberele pentru imigranți la Sháar Haaliyá la Haifa,la Gan Yavne, și apoi la Nes Tziona s-a  stabilit cu părinții, și cu fratele mai mic, Adam, în cartierul Dora din Natania. 
În ciuda unui handicap din naștere - s-a născut prematur cu o paralizie cerebrală, care i-a provocat tulburări motorii și de vorbire (în ultimele trei decenii de viață a fost nevoit să se folosească de un cărucior de invalid), Baruch Kimmerling a izbutit să studieze la liceu și apoi la universitate.
În adolescență el a activat în asociația „Shtelem”, a familiilor cu copii suferind de paralizie cerebrală și a scris împreună cu doi prieteni o gazetă numită „Nitgabér” (Vom răzbate).  
În anul 1963 a obținut licența în sociologie la Universitatea Ebraică din Ierusalim. În 1969 a terminat masteratul, iar în 1973 tot acolo a făcut lucrarea de doctorat pentru teza "Influența factorilor funciari și teritoriali asupra conflictului dintre evrei și arabi în legătură cu construirea societății evreiești în Palestina de la începuturile așezării și până după războiul din 1967".
În anul 1985 Kimmerling a trecut cu succes o intervenție neurochirurgicală din cauza compresiunii a două din vertebrele cervicale asupra măduvei spinării.  
Kimmerling a efectuat cercetări în domeniul sociologiei istorice, de pe o poziție foarte critică față de politica oficială a establishmentului și a guvernelor țării sale în conflictul arabo-israelian. A publicat articole de idei în ziarul „Haaretz” și pe saitul internet Ynet.
Analizele sale în legătură cu politica de colonizare evreiască pe teritoriile din Cisiordania, Fâșia Gaza, Înălțimile Golan și Sinai, aflate sub control israelian în urma Războiului de Șase zile s-au bazat pe analogii cu colonialismul european și american.
Kimmerling a predat un timp la Universitatea Toronto, la MTI si la Universitatea Seattle. 
Clasificat uneori printre „noii istorici” contestatari israelieni, sau ca „post-sionist”, Kimmerling a insistat că se consideră sionist, și că aspira spre un stat israelian laic, bazat pe o diversitate de culturi. Spre deosebire de unii din colegii săi, s-a împotrivit în public boicotării universităților israeliene de către factori academici din străinătate.
Profesorul său de la începutul studiilor, sociologul Shmuel Noah Eisenstadt, referindu-se postum la activitatea lui Kimmerling, a afirmat: Am doar admirație pentru voința pe care a manifestat-o, nerenunțând la muncă, în pofida handicapurilor. Avea în el elemente rebele și a fost întotdeauna contestat. A ridicat numeroase probleme însemnate, dar răspunsurile sale nu au fost întotdeauna acceptate".  
Kimmerling a locuit în cea mai mare parte a anilor lângă Ierusalim, la Mevasseret Tzion, și apoi la Motza. El a murit de cancer la 67 ani. A fost înmormântat cu funeralii laice în cimitirul din kibuțul Mishmarot.

## Viața privată
În august 1975 Kimmerling s-a căsătorit cu Diana Aidan, evreică născută la Benghazi, în Libia, și care era doctorandă în filozofie. Perechea a avut trei copii:Naama, Eli și Shira.

## Scrieri
Kimmerling a scris nouă cărți și sute de articole și eseuri.
1. Zionism and Territory: The Socioterritorial Dimensions of  Zionist Politics. Berkeley: University of California, Institute of International Studies, 1983
2. Zionism and Economy. Cambridge, Mass.: Schenkman Publishing Company, 1983,
3. The Interrupted System: Israeli Civilians in War and Routine Times. New Brunswick and London: Transaction Books, 1985.
4. Baruch Kimmerling and Joel S. Migdal, Palestinians: The Making of a People. New York: Free Press, 1993,. Paperback enlarged edition: Harvard University Press
5. The Invention and Decline of Israeliness: State, Culture and Military in Israel. Los Angeles and Berkeley: University of California Press, 2001,
6. The End of Ashkenazi Hegemony. Jerusalem: Keter, 2001,  (ebraică).
7. Politicide: Sharon’s War Against the Palestinians. London: Verso, 2003.
8. Baruch Kimmerling și Joel S. Migdal, The Palestinian People: A History. Cambridge, Mass: Harvard University Press, 2003,
9. (ca redactor) The Israeli State and Society: Boundaries and Frontiers. Albany: State University of New York Press, 1989
10. Sociology of Politics: A Reader. Binyamina: The Open University, 2005 (ebraică)
11. Shuli bamerkaz: Sippur hayyim shel sotziolog tzibburi (Marginal in the Center: The Autobiography of a Public Sociologist), Hakibbutz Hameuhad, 2007, in engleză, in traducerea lui Diana Kimmerling (Berghahn, NY, 2012)
12. Clash of Identities: Explorations in Israeli and Palestinian Societies, New York: Columbia University Press, 2008, 431 pages.